# Musée du Luxembourg
El Musée du Luxembourg és un museu de París, França. Ocupa l'ala est del Palais du Luxembourg, l'ala oest del qual havia hostatjat originalment el cicle de Maria de Mèdici de Rubens. Des de l'any 2000 ha estat gestionat pel Ministeri de Cultura i el Senat i està dedicat a exposicions temporals.
Entre 1750 i 1780 fou la primera galeria pública de pintura de París, mostrant la col·lecció reial que incloïa La Madonna del Conill de Ticià, la Sagrada Família de Da Vinci (podria ser La Mare de Déu i l'Infant amb santa Anna o La Verge de les Roques) i prop d'un centenar d'altres obres de mestres antics, que avui formen el nucli central del Louvre. El 1803 va reobrir, mostrant pintures d'artistes des de Nicolas Poussin a Jacques-Louis David, i va estar dedicada a artistes vius des de 1818 a 1937. Moltes de les obres mostrades aquí varen trobar més tard lloc en altres museus de París inclòs el Jeu de Paume, l'Orangerie, i finalment el Musée National d'Art Moderne i el Musée d'Orsay.

## Història
- El 1861, James Tissot hi va mostrar La trobada de Faust i Margarida, que va ser comprat per l'Estat per a la Galeria de Luxemburg.

- L'il·lustrador André Gill (1840-1885) va ser nomenat conservador del Museu de Luxemburg el 15 de maig de 1871, i va tornar a muntar les col·leccions disperses d'art i va restablir el museu d'escultura. Ell tot just havia començat la seva feina quan va ser interromput per l'agitació associada amb la Comuna de París.

- Quan Ernest Hemingway va fer una visita a Gertude Stein a la propera Rue de Fleurus, es va aturar per veure l'obra dels impressionistes, que el 1921 estaven encara al Musée du Luxembourg.[2]